# Francesco Ardissone
Francesco Ardissone (Diano Marina, 8 settembre 1837 – Milano, 4 aprile 1910) è stato un botanico italiano.

## Biografia
Allievo all'Università di Genova di Giuseppe De Notaris, insigne studioso delle Crittogame, dopo la laurea fu professore di storia naturale al collegio Guido Nolfi di Fano. Si interessò soprattutto all'algologia e fu attratto soprattutto dallo studio della flora marina di Acireale. Nel 1870 si stabilì a Milano dove il 17 aprile 1871 ottenne la cattedra di Botanica alla Regia scuola superiore di agricoltura, un istituto universitario che permetteva una laurea triennale in Scienze agrarie, e la direzione scientifica e amministrativa dell'annesso Orto botanico di Brera. Nel 1874 iniziò la pubblicazione delle Floridee Italiche. Nel 1877 Ardissone divenne presidente della Società crittogamologica italiana e diede inizio alla pubblicazione della II serie dell'Erbario crittogamico italiano e nel 1883 della Phycologia mediterranea. Queste opere vennero apprezzate ovunque e premiate dall'Accademia francese delle scienze.
Il 16 gennaio 1881 divenne socio dell'Accademia delle scienze di Torino.
Dal 1897 al 1899 Ardissone fu direttore della Regia scuola superiore di agricoltura.

## Opere
- Francesco Ardissone, Le Floridee Italiche, descritte ed illustrate da Francesco Ardissone (Comprende: 1.1: Rivista delle callitanniee italiche; 1.5: Spyridieae, dumontieae, rhodymenieae; 2.1: Hypneaceae, Gelidiae, Sphaerococcoideae; 2.2: Squamarieae, Wrangelieae, Chondrieae; 2.3: Rhodomelaceae). Milano: Tipografia Editrice lombarda, 1874-1878
- Francesco Ardissone, Phycologia mediterranea : parte prima : Floridee . Varese: Tip. Ferri di Maj e Malnati, 1883
- Francesco Ardissone, Phycologia mediterranea : parte seconda : Cosporee zoosporee-schizosporee. Varese: Tip. Maj e Malnati, 1886